# Orobanche latisquama
Orobanche latisquama är en snyltrotsväxtart som först beskrevs av Friedrich Wilhelm Schultz, och fick sitt nu gällande namn av Jules Aimé Battandier. Orobanche latisquama ingår i släktet snyltrötter, och familjen snyltrotsväxter. Inga underarter finns listade i Catalogue of Life.

## Bildgalleri

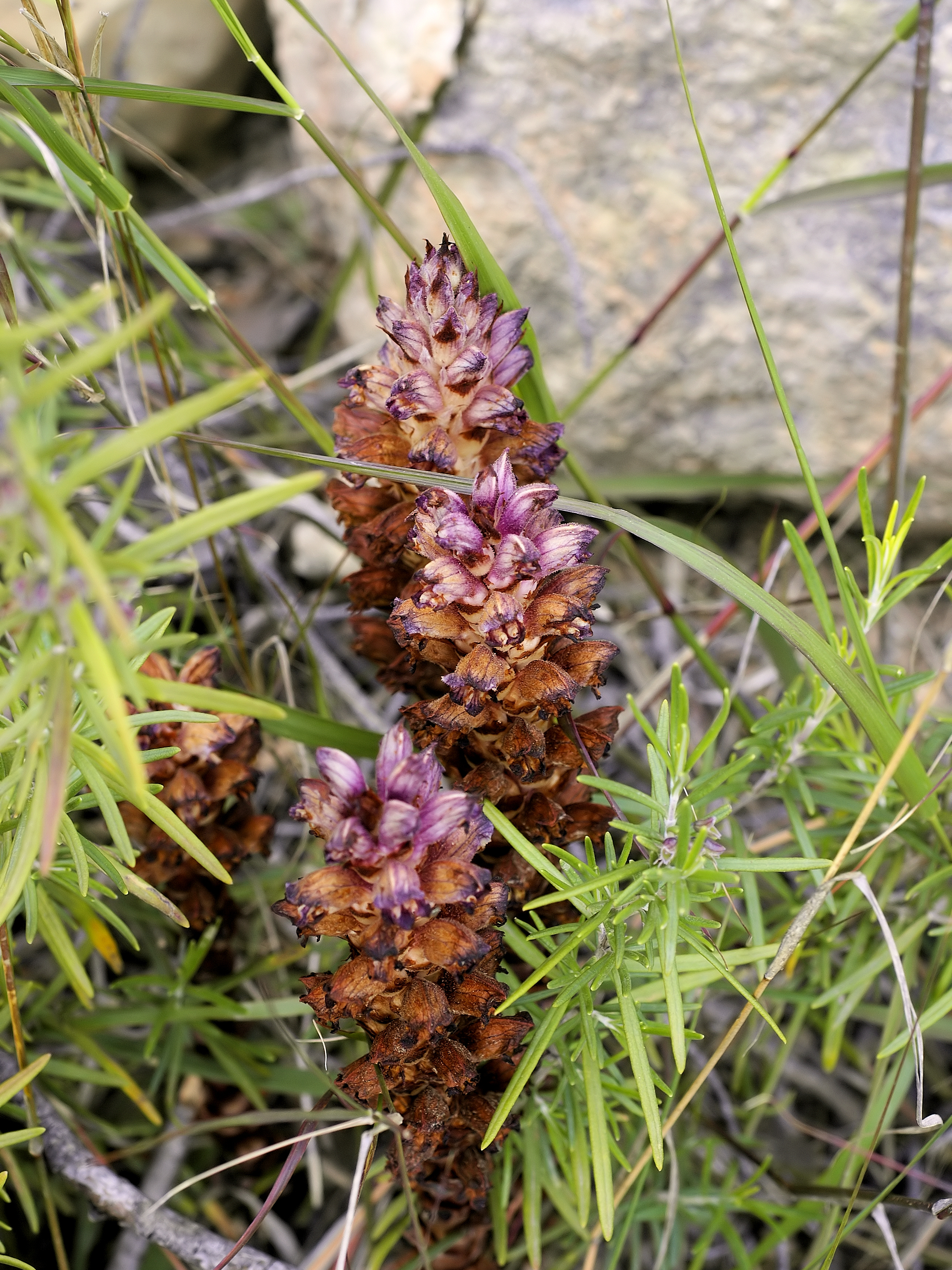
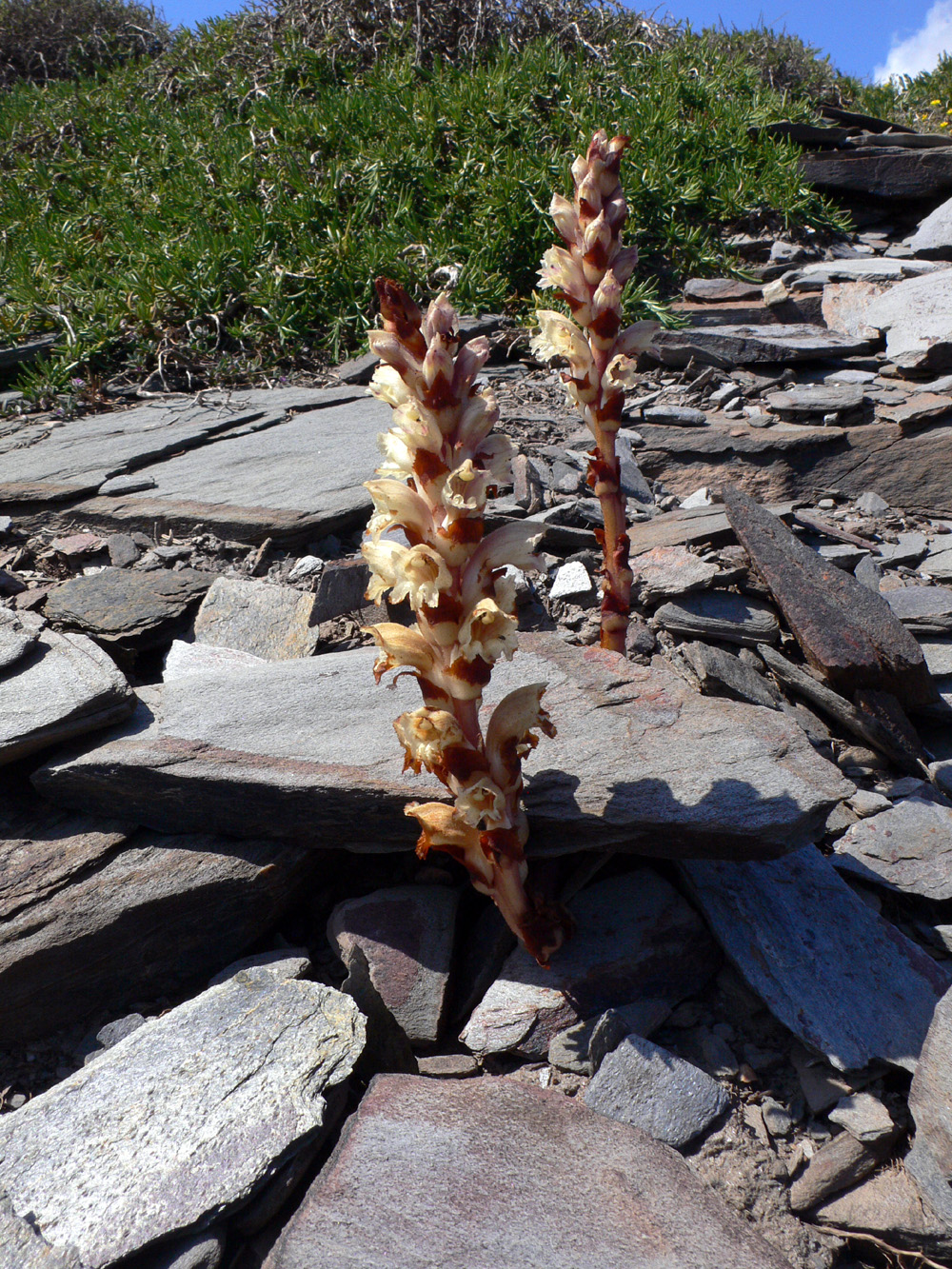